# 忠次売出す (1935年の映画)
『忠次売出す』（ちゅうじうりだす）は、1935年（昭和10年）製作・公開、伊丹万作脚本・監督による日本の長篇劇映画である。伊丹万作の監督作における初のトーキー作品である。昭和十年度キネマ旬報ベストテン第4位を獲得した。1955年（昭和30年）製作・公開、伊丹万作原作、八尋不二脚本、荒井良平監督による日本の長篇劇映画『悪太郎売出す』は、本作のリメイク作品であり、同作についても本項で詳述する。

## 略歴・概要
本作は、伊丹万作にとって、片岡千恵蔵プロダクションでの脚本家、そして監督デビュー以来のキャリアを経て、同年、新興キネマ京都撮影所に移籍、同社で最初に手がけた作品であり、初めてのトーキー作品であった。
当時満33歳にして無名の歌舞伎俳優であった市川朝太郎は、舞台での好演を白井信太郎に認められ当時松竹傘下だった同撮影所に所属、これを主演の「長岡忠次」こと国定忠治役に抜擢された。朝太郎は、のちに大映の監督になる加戸敏の実兄であり、当時、同撮影所演出部に所属していた加戸は本作の助監督を務めた。録音を手がけた河野貞寿は当時、松竹京都撮影所に所属していた「土橋式トーキー」の土橋武夫の助手である。
本作は、同年2月28日に公開されたが、日活は、同日、日活京都撮影所のスター俳優大河内伝次郎主演、三村伸太郎脚色、山中貞雄原作・監督の『国定忠次』を公開しており、本作の興行成績は、日活の『国定忠次』に及びもよらなかった。しかしながら、本作は「時代劇スター中心主義の映画界の風潮に痛撃を加え、新風を吹き込んだ」と評価される。同年、昭和十年度キネマ旬報ベストテン第4位を獲得、これは、伊丹の監督作のなかでは前年度の『武道大鑑』（1934年）とタイであり、伊丹にとっては生涯最高位のランクインである。同日公開で興行的にも水をあけられた山中の『国定忠次』は、第5位であり、当時の評価としては『忠次売出す』が辛勝した。
本作に先行し、1933年（昭和8年）2月1日に河合映画製作社が、同一のタイトルのサイレント映画『忠次売出す』を長尾史録監督、市川百々之助主演で製作・公開しており、同じ若き日の国定忠治を主題とした映画ではあるが、同作は鈴木史郎（のちの鈴木史朗）のオリジナルシナリオによる作品であり、本作との関連性はない。

本作公開の20年後、1955年10月19日に公開された映画『悪太郎売出す』は、本作を原作に八尋不二が再脚色し、荒井良平が監督した本作のリメイク作品で、大映京都撮影所（現存せず）が製作し、大映が配給して公開された。主人公を国定忠治から「仙太」に、九鬼伝蔵にあたる役どころを「十河十兵衛」に変更しているほかは、登場人物名はほとんど変わっていない。
2013年（平成25年）1月現在、東京国立近代美術館フィルムセンターも、マツダ映画社も、本作の上映用プリントを所蔵しておらず、現存していないとみなされるフィルムである。本作の脚本については、1961年（昭和36年）11月15日に発行された『伊丹万作全集 第3巻』（筑摩書房）に収録されている。

## スタッフ・作品データ
- 監督 : 伊丹万作
- 原作・脚本 : 伊丹万作
- 撮影 : 三木茂
- 録音 : 河野貞寿
- 助監督 : 加戸敏（ノンクレジット）[10]

- 製作 : 新興キネマ京都撮影所

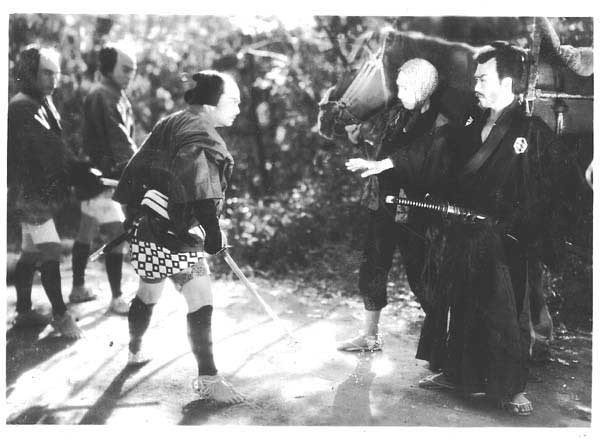
『忠次売出す』のスチル写真。右から月形龍之介、馬を引く市川朝太郎、刀を抜く尾上松緑。

- 上映時間（巻数 / メートル） : 約106分[17]（10巻 / 2,920メートル）
- フォーマット : 白黒映画 - スタンダードサイズ（1.37:1） - 24fps - モノラル録音（発声版トーキー）
- 公開日 :  日本 1935年2月28日
- 配給 :  新興キネマ
- 初回興行 : 浅草公園六区・電気館

## キャスト
- 市川朝太郎 - 長岡忠次
- 月形龍之介 - 九鬼伝蔵
- 高津慶子 - 居酒屋の女お町
- 毛利峰子 - 忠次の妹お里
- 荒木忍 - 百々村紋二
- 松本泰輔 - 忠次の父与五右衛門
- 尾上松緑 - 島村伊三郎
- 衣笠淳子 - 与五左衛門の妾お富
- 春路謙作 - 流山音三
- 舟波邦之介 - 農夫千代松
- 団徳麿 - 与三公
- 東良之助 - 島村の伊三郎
- 志村喬 - 御朱印の伝吉

## リメイク
『悪太郎売出す』（あくたろううりだす）は、1955年（昭和30年）製作・公開、伊丹万作原作、八尋不二脚本、荒井良平監督による日本の長篇劇映画である。1935年（昭和10年）製作・公開、伊丹万作脚本・監督による日本の長篇劇映画『忠次売出す』（ちゅうじうりだす）のリメイク作品である。

### 略歴・概要
本作は、伊丹のオリジナルシナリオ執筆作、監督作の初めてのリメイクであった。その後、脚本専念後の脚本作で唯一生前に映画化された『無法松の一生』（監督稲垣浩、1943年）が、1958年（昭和33年）に稲垣によるセルフリメイク、1965年（昭和40年）に三隅研次が監督してリメイクされ、没後映画化の脚本作『手をつなぐ子等』（監督稲垣浩、1948年）が、1964年（昭和39年）に『手をつなぐ子ら』の題で羽仁進が監督してリメイクされ、1986年（昭和61年）には監督作『國士無双』（1932年）が『国士無双』の題で保坂延彦が監督してリメイクされている。
大映京都撮影所製作、八尋脚本による本リメイクにおける最大の変更点は、タイトルのほか、勝新太郎演じる主人公が長岡忠次（国定忠治）ではないこと、前作において忠次のメンター的役割をもった九鬼伝蔵の名も十河十兵衛に変更されている点である。主人公が「若い馬子」であるという点等、むしろ一致点は多い。伊丹のオリジナルシナリオをリメイクにあたって脚色した八尋不二は、原作が製作された時期に、新興キネマ京都撮影所に脚本家として在籍していた人物である。本リメイク作を監督した荒井良平は、原作が製作された時期には日活太秦撮影所（のちの大映京都撮影所、現存せず）で昇進3年目の監督であった。いずれの撮影所も、1942年（昭和17年）の戦時統制で合併し、大映京都撮影所に統合されている。原作で百々村紋二を演じた荒木忍は、本リメイク作にも出演し、原作で東良之助が演じた島村の利三郎を演じている。その東良之助も、役名は不明であるが、本リメイク作にも出演している。本リメイク作の舞台は、原作の上野国佐位郡国定村（現在の群馬県伊勢崎市国定町）ではなく、追分宿（現在の長野県北佐久郡軽井沢町追分）である。
本作公開当時のキャッチコピーは、
喧嘩はまかせろ! 恋は貰うぜ!
花と売り出す馬方仁義、命をまとの殴り込み!
であった。
2013年（平成25年）1月現在、東京国立近代美術館フィルムセンターは、本作の上映用プリントを所蔵していない。本作のビデオグラムも発売された形跡がない。

### スタッフ・作品データ
- 製作 : 酒井箴
- 企画 : 浅井昭三郎
- 監督 : 荒井良平
- 脚本 : 八尋不二
- 原作 : 伊丹万作
- 音楽 : 高橋半
- 撮影 : 武田千吉郎
- 照明 : 島崎一二
- 美術 : 菊地修平
- 録音 : 奥村雅弘

- 製作 : 大映京都撮影所
- 上映時間（巻数 / メートル） : 83分（9巻 / 2,289メートル）
- フォーマット : 白黒映画 - スタンダードサイズ（1.37:1） - 24fps - モノラル録音
- 映倫番号 : 1928
- 公開日 :  日本 1955年10月19日
- 配給 :  大映

### キャスト
- 勝新太郎 - 仙太
- 三田登喜子 - 妹お里
- 阿井美千子 - お町
- 黒川弥太郎 - 十河十兵衛
- 村田知英子 - お富
- 十朱久雄 - 与平
- 南条新太郎 - 千代松
- 澤村國太郎 - 千葉権太夫
- 市川小太夫 - 百々村紋二
- 荒木忍 - 島村の利三郎
- 葛木香一 - 作兵衛
- 尾上栄五郎 - 沓掛の大五郎
- 東良之助
- 大邦一公 - 平本平助
- 上野寛
- 天野一郎
- 水原浩一
- 百々木直 - 御朱印の伝吉
- 藤川準
- 玉置一恵 - 総代甚兵衛
- 岩田正
- 清水明
- 菊野昌代士
- 越川一
- 葉山富之輔
- 内海透
- 大国八郎
- 成富昭
- 仲上小夜子